# فاتح أباد (أرسك)
فاتح أباد (بالفارسية: فتح‌آباد) هي مستوطنة تقع في إيران في قسم أرسك الريفي. يقدر عدد سكانها بـ 378 نسمة .